# Coleophora erratella
Coleophora erratella é uma espécie de mariposa do gênero Coleophora pertencente à família Coleophoridae.